# Urszula Napierska
Urszula Napierska (również Judyta od Miłości Bożej; ur. 16 lutego 1932 w Góralach k. Brodnicy, zm. 3 listopada 2001 w Gdańsku) – zakonnica ze zgromadzenia Córek Maryi Niepokalanej, Służebnica Boża Kościoła katolickiego. 

## Życiorys
Urodziła się jako przedostatnie z dwanaściorga dzieci Jana Napierskiego, pracownika w odlewni rur, i Julianny z Kobylskich. Rodzina została boleśnie doświadczona wydarzeniami II wojny światowej – braci wywieziono na roboty przymusowe do Rzeszy, ojciec zesłany został na Syberię, a samej Urszuli okupacyjna rzeczywistość uniemożliwiła uzyskanie podstawowego wykształcenia.
Po śmierci matki (24 września 1954) znalazła się w bardzo trudnym położeniu. Zmuszona do opuszczenia domu rodzinnego, błąkała się po opuszczonych zabudowaniach, a przez pewien czas chroniła się w lesie. W efekcie zapadła na próchnicę kości, z której leczona była w szpitalach w Brodnicy, Grudziądzu i Bydgoszczy. W tym czasie doznała pierwszych przeżyć o charakterze nadprzyrodzonym (widzenia, czytanie w ludzkich duszach). Podjęła wówczas misję modlitwy i pokuty w intencji nawrócenia błądzących kapłanów i osób konsekrowanych.
W 1955 Urszula Napierska rozpoczęła naukę w żeńskiej szkole gospodarczej, prowadzonej przez Zgromadzenie Sióstr Pasterek od Opatrzności Bożej w Jabłonowie Pomorskim. Pragnęła wstąpić do zgromadzenia, lecz inwalidztwo (w szpitalu skrócono jej nogę) uniemożliwiło rozpoczęcie życia zakonnego. Podczas pobytu w Jabłonowie doznała łaski stygmatów, które uaktywniały się w pierwsze piątki miesiąca, szczególnie bolesna była pojawiająca się wówczas rana prawego ramienia (związana z niesionym przez Chrystusa krzyżem). Doświadczała także dręczenia szatana, które miało na celu utrudnienie ofiarowania cierpień za kapłanów.
Podjęła kolejną próbę realizacji powołania zakonnego, wstępując w 1964 do klasztoru Sióstr Klarysek od wieczystej Adoracji w Bydgoszczy. Przyjmując habit, otrzymała imię Judyta od Miłości Bożej. W 1966 złożyła pierwszą profesję zakonną, jednak ponownie ze względu na stan zdrowia nie dopuszczono jej do ślubów wieczystych (1968).
Opuściwszy Bydgoszcz, pod koniec 1968 przybyła do Gdańska, gdzie pracowała jako opiekunka osób starszych i dzieci. W 1972 powierzono jej obowiązki zakrystianki w gdańskiej parafii Matki Bożej Bolesnej. Poza opieką nad kościołem parafialnym, trudniła się wykonywaniem szat liturgicznych. Dzięki wsparciu przyjaciółki Wandy Miklikowskiej i innych dobrodziejów w 1983 zakupiła pierwsze własne mieszkanie w falowcu przy ul. Wyzwolenie. W ramach tzw. apostolstwa domowego prowadziła szeroką działalność charytatywną, wspierając biedne rodziny z Wybrzeża oraz służyła radom kapłanom i małżonkom przeżywającym kryzysy. Przylgnęło do niej określenie Hafciarka z falowca.
W latach 90. nastąpił nawrót choroby kości – w wyniku osteoporozy pękały jej żebra, zmuszona była korzystać z kul, a po złamaniu z przemieszczeniem kości udowej poruszała się wyłącznie na wózku inwalidzkim. Do tego doszły problemy z tarczycą i rak jelita.
Prowadziła życie podobne do zakonnego, złożyła prywatny ślub czystości, w swym mieszkaniu urządziła kaplicę (oratorium), gdzie raz w miesiącu sprawowano Mszę świętą, w której uczestniczyli jej przyjaciele i sąsiedzi. Ciągle pragnęła jednak dołączyć do wspólnoty zakonnej. W 1998 przyjęta została w szeregi bezhabitowego Zgromadzenia Córek Maryi Niepokalanej. Po obłóczynach używała dawnego imienia, otrzymanego niegdyś u bydgoskich klarysek. Pozostała w swoim mieszkaniu, gdzie odbywała formację zakonną pod kierunkiem s. Marii Wenancji Ambroziak. Pierwsze śluby zakonne złożyła w kaplicy zakonnej swego zgromadzenia przy ul. Strajku Dokerów w Gdańsku. Przyspieszone ze względu na czekającą ją operację śluby wieczyste złożyła zaś na ręce m. Róży Kozery w gdańskim szpitalu na Zaspie 3 lutego 2000. Wkrótce odnowił się nowotwór, a stan s. Judyty znacząco się pogorszył. Cierpienie przeżywała w cichości, z pokorą, odmawiając przyjmowania środków przeciwbólowych, łącząc się z Męką Chrystusa. Zmarła 3 listopada 2001. Mszę pogrzebową w kościele św. Jadwigi Śląskiej odprawił abp Tadeusz Gocłowski, po czym ciało złożono w grobowcu zakonnym na cmentarzu parafialnym w Gdańsku-Nowym Porcie.

## Proces beatyfikacyjny
Propozycję rozpoczęcia procesu beatyfikacyjnego s. Judyty Urszuli Napierskiej przedstawiono na kapitule generalnej zgromadzenia w 2003 i 2009. Decyzją m. Agaty Mirek zlecono s. Danucie Pedrycz gromadzenie dokumentacji potwierdzającej opinię świętości. W 2011 zgromadzenie zwróciło się z prośbą do abpa Sławoja Leszka Głódzia o otwarcie procesu na poziomie diecezjalnym. W prasie katolickiej publikowano liczne artykuły dotyczące życia i działalności siostry. W 2019 mianowano postulatora procesu beatyfikacyjnego, którym został ks. Łukasz Białk. 